# 坎特伯雷女子中學
坎特伯雷女子中學（英語：Canterbury Girls Secondary College），是澳大利亞維多利亞州坎特伯雷的一所女子完全中學。

## 著名校友
- Rosé，韓國女子偶像團體BLACKPINK成員[2]。
- 蘇珊娜·科里（英语：Suzanne Cory），澳大利亞分子生物學家。
- 埃絲特·漢納福德（英语：Esther Hannaford），澳大利亞女歌手、演員。
- 凱特·肯德爾（英语：Kate Kendall），澳大利亞女演員。

## 外部連結
- 官方网站